# 日本の看護師
日本における看護師（かんごし、英: Nurse）は、保健師助産師看護師法に基づく国家資格である。医療、保健、福祉などの場において、医師や歯科医師などが患者を診療する際の補助、病気や障害を持つ人々の療養上の世話、疾病の予防や健康の維持増進を目的とした患者指導などを行う医療従事者である。
以前は女性を看護婦、男性を看護士として区別していたが、2001年末に「保健婦助産婦看護婦法」が「保健師助産師看護師法」に改定された際、2002年（平成14年）3月1日から、男女ともに「看護師」という名称に統一された。詳細は#雇用機会均等化を参照。
- 免許区分としては看護師および准看護師が存在する。業務独占で名称独占である。より専門的な能力を有し、看護協会所定の審査を受けた看護師については、専門看護師、認定看護師として資格認定される。
- これとは別に大学院診療看護師修士課程[7]を修了し、Nurse Practitioner（NP）認定試験に合格すると「診療看護師」としての資格を取得し、業務範囲や裁量権が拡大される。上級医の指示や手順書（指示書）のもとで、一般の看護師では行う事が出来ない、医師にしか認められていない診療行為（特定行為）を実施することが出来るようになる[8][9]。

就職先により異なるが、通常 院内では一般の看護師が所属する「看護部」で日々の受け持ち患者を持って行う看護業務ではなく、医師と同じ「診療部」に所属し 研修医や医師のカンファレンスに参加したり、病棟を超えて患者の診察を行ったり、検査の指示出しや処方箋の交付など「診療業務」に従事する。診療看護師は医師と看護師の中間的な位置付けとなる上位資格である。
- 隣接資格として、同法を根拠とする保健師、助産師が存在する。日本の看護師は、救急救命士の業務範囲も包括している。

## 法的規制
日本において看護師は、法的には「厚生労働大臣の免許を受けて、傷病者若しくはじょく婦（褥婦（じょくふ）＝出産後の女性）に対する療養上の世話、又は診療の補助を行うことを業とする者」と保健師助産師看護師法に定められている。2006年の法改正により、業務独占規定に加え、名称独占規定が設けられた（法42条の3）。
また准看護師は、都道府県知事の免許を受けて、医師・歯科医師・看護師の指示の下看護師の業務を行う。
同法第三十一条第一項及び第三十二条において、看護師・准看護師以外の者が看護師の業務や准看護師の業務を行うことが禁止されている（業務独占）。ただし例外として、保健師と助産師は看護師の業務全般が行える（第三十一条第二項）ほか、医師、歯科医師が自身の資格の根拠法に基づいて行う場合は本法違反にならない（第三十一条第一項ただし書き）。また、看護師の業務独占は、他のコメディカルの業務範囲をも含まれているため、各職種の資格法においては、これらの条文による規制を一部解除することで、その資格を持った者が業務に従事することを解禁している。
例:歯科衛生士法第二条第二項。看護師の業務の「診療の補助」のうち、「歯科診療の補助」を許している。
　  救急救命士法第四十三条第一項。「診療の補助」のうち、「救急救命処置」を許している。
同法第42条の3では「看護師」や紛らわしい名称を用いることが禁止されている。また同法第42条の2では「正当な理由がなく、その業務上知り得た人の秘密を漏らしてはならない。」と守秘義務が課せられている。
- 1977年（昭和52年）6月21日、国際労働機関において1977年の看護職員条約、及びこれを補完する1977年の看護職員勧告（第157号）が採択され[13]、翌年に国会に提出された批准の請願書は125件にも及んで内閣への請願送付も採択されたが、福田赳夫改造内閣は批准を行わなかった[14]。しばしば請願書が提出されているものの、批准されないまま現在に至っている。
- 2002年、看護師等による静脈注射の実施について、診療の補助行為の範疇であるとの行政解釈変更が行われた[15]。検討会報告では、既に(1)94%の病院の医師が看護師等に静脈注射を指示、(2)90%の病院の看護師等が日常業務として静脈注射を実施、(3)60%の訪問看護ステーションで静脈注射を実施していることが明らかになっていたためであり[16]、約50年ぶりの解釈改定である。
- 2004年（平成16年）に医療機関の広告規制が緩和され、2007年（平成19年）4月から看護師の専門性についても広告ができるようになった[17]。

## 育成
看護師の養成教育（看護教育）は、これまでは看護専門学校で中心的に行われてきたが、近年は医療の高度化や看護職の地位の向上などを背景に4年制大学での養成数が増加している。 2017年4月時点で、看護師養成教育機関の1学年定員の42.9%が4年制大学での教育を受けており、2018年3月に行われた第107回看護師国家試験では、新卒の合格者のうち大学を卒業した者が34.2%となっており、今後はさらに大学を卒業した看護師が増えるものと考えられる。
看護教育を受けた後に看護師国家試験に合格した看護師は、病院などの医療機関に勤務することが多く、こうした実地のキャリアと継続的な卒後教育を経て、その後は、認定看護師や専門看護師といった専門分野に関する認定を受け看護の提供を行う、保健師や助産師など関連資格を取得する、看護管理者や訪問看護師、看護教員、看護研究者など職務内容や職場を変更する、など様々な様相で看護に関わっていくことが多い。
看護業務は所属する施設、部署、その日の受け持ちによっても異なり、多種多様である。

### 看護師
- 看護師になろうとする者は、看護師国家試験に合格し、厚生労働大臣の免許を受けなければならない(法第7条3)。
- 厚生労働省に看護師籍を備え、登録年月日、第十四条第一項の規定による処分に関する事項その他の保健師免許、助産師免許及び看護師免許に関する事項を登録する(法第10条)。

#### 大学・看護短大・看護専門学校・看護高等学校
日本では、看護師は看護高等学校（看護科、専攻科の5年間）、看護専門学校、看護短期大学、大学（看護学部・医学部保健学科など）で合計3000時間以上の養成教育が行われ、卒業すると看護師国家試験の受験資格が得られる。実際には卒業見込みの段階で国家試験を受験できるが、最終的にその年度で卒業できなければ、試験で合格点以上を獲得しても不合格扱いになる。国家試験に合格すると、申請により厚生労働大臣から看護師免許が交付され、看護師としての活動が可能になる。准看護師に対して俗に「正看護師」（略して正看）と呼ばれることもある。

#### 自衛隊の看護師養成
自衛隊では、災害派遣や有事の際に看護要員となる隊員や自衛隊病院等や駐屯地・基地等の医務室の看護要員の養成のため、看護師または准看護師を養成する施設を隊内に有している。
看護師としては防衛医科大学校看護学科で養成しているほか、現に看護師資格を有する民間人を公募として採用している。

### 准看護師
- 准看護師になろうとする者は、准看護師試験に合格し、都道府県知事の免許を受けなければならない。(法第8条)
- 都道府県に准看護師籍を備え、登録年月日、第十四条第二項の規定による処分に関する事項その他の准看護師免許に関する事項を登録する(法第11条)。

#### 准看護師学校（准看護師養成所）や看護高等学校

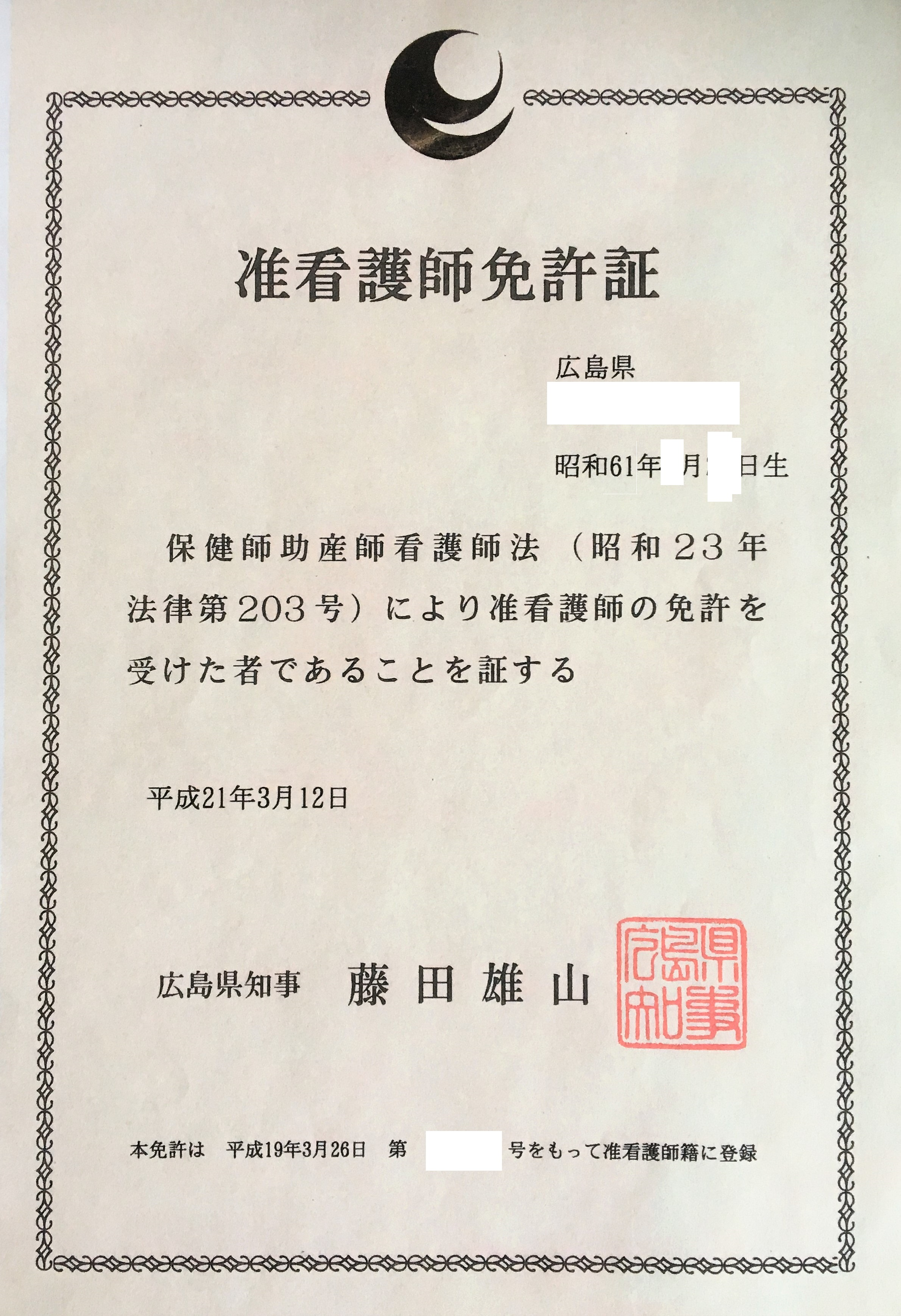
准看護師の免許証。県によって若干デザインは異なる。

准看護師（じゅんかんごし、略称:「准看」）は准看護師養成所（いわゆる准看護師学校あるいは看護高等学校）にて1890時間以上の教育を受け、卒業後、都道府県知事が行う試験の受験資格が与えられる（最短で2年間）。この試験に合格すると都道府県知事から准看護師の免許が交付される。
滋賀県、京都府、大阪府、兵庫県、和歌山県、徳島県においては、知事ではなく関西広域連合長が試験および免許の交付を行う。准看護師は看護師と異なり、自らの判断で看護行為（医療行為）ができない。医師または歯科医師、看護師の指示を受けて看護を行う必要がある。
准看護師が日本で設けられている背景には、戦後の看護師不足に対応するための暫定措置という性格がある。看護師には、ますます高度な専門的知識や技術が要求されるようになりつつあり、日本看護協会は准看護師制度の廃止を希望しているが、慢性的な看護師不足に悩み、幅広い労働条件の看護労働力を求める日本医師会の要望もあり、検討段階にある。
厚生労働省の准看護婦問題調査検討会報告では、21世紀初頭の早い段階を目途に看護師養成制度の統合に努めることを提言しているが、直後に日本医師会は反対意見書を取りまとめている。准看護師は最短2年間の通学で勤務が可能となるため、他職種からの職種変更を希望する人々の受け皿となっている面もある。
現在、准看護師の養成校は徐々に減りつつあり、2004年から、10年以上の臨床経験のある准看護師（2018年からは7年以上の臨床経験に緩和）を対象に看護師となるための通信制の移行教育が始まり、2006年にはこうした教育を受けた者が国家試験を受験している。なお、神奈川県のように准看護師の養成廃止（2013年度）をする自治体も見られる。

#### 自衛隊の准看護師養成
自衛隊では、衛生職種において看護要員を自ら養成するため、准看護師養成所施設を有している。
准看護師の養成は、陸上自衛隊においては札幌・仙台・阪神・福岡の各自衛隊病院で、海上自衛隊においては横須賀基地におかれた自衛隊横須賀病院で、航空自衛隊においては、入間基地に置かれた自衛隊入間病院で養成する。
養成後の准看護師は、陸上自衛隊においては3等陸曹、海上自衛隊においては海士長、航空自衛隊においては空士長として勤務する。
資格取得後、海上自衛隊では自衛艦への乗り組みや航空士となり機上救護員として救難飛行艇等に搭乗する場合もある。航空自衛隊では航空救難団や航空機動衛生隊に勤務する場合がある。救急救命士も養成取得しており、また救急救命士を取得しない場合、看護師資格を別途取得可能となっている（陸空は選抜あり、海は選抜なし。看護師資格取得後の階級は2曹）。

#### 医療刑務所における准看護師養成
法務省所管の東日本成人矯正医療センターには、矯正施設での看護要員養成のため、刑務官、法務教官を対象とした、准看護師養成施設を有している。

## 日本における歴史

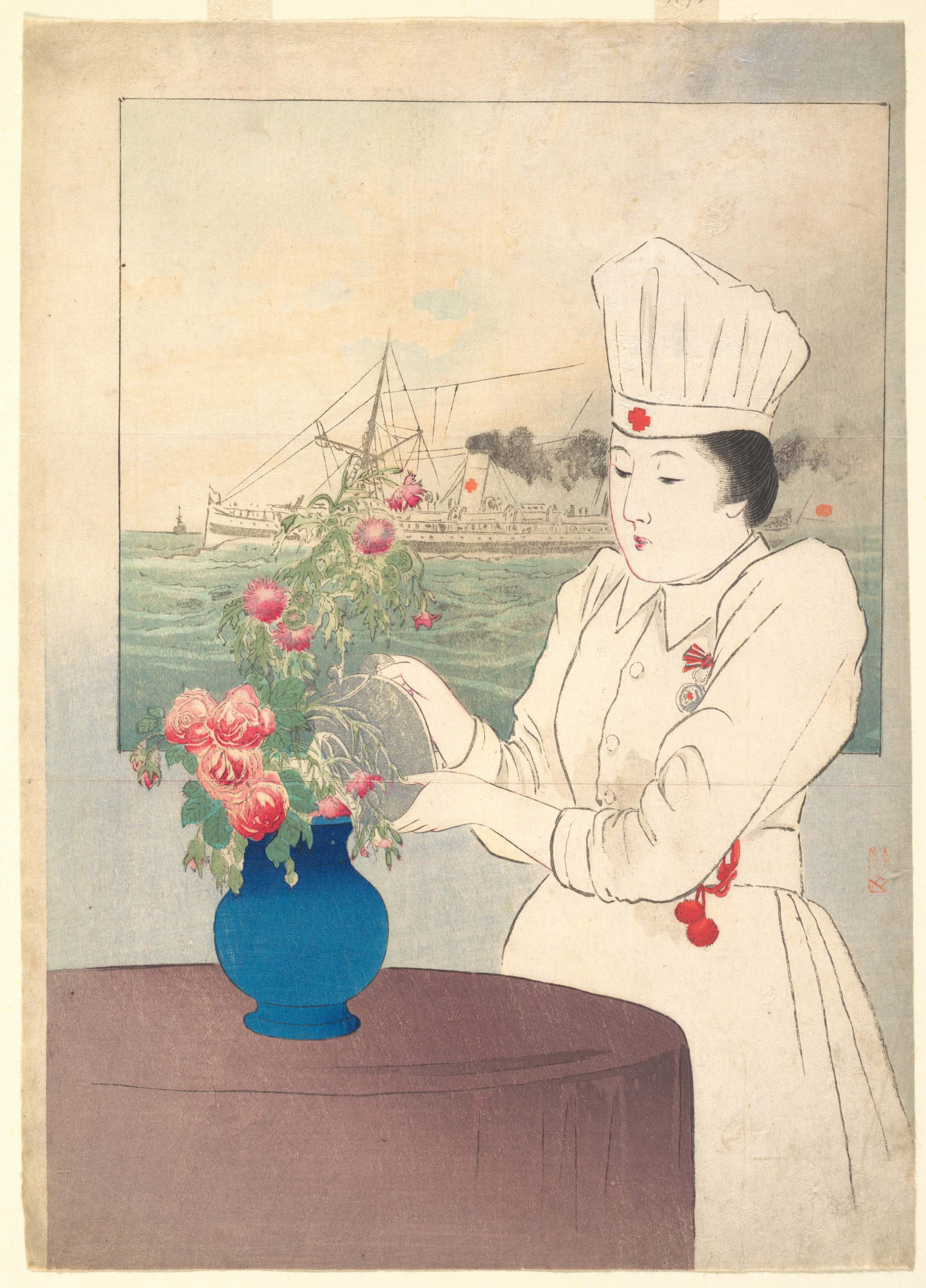
武内桂舟画「看護婦」1904年

日本でもフローレンス・ナイチンゲールの影響を受け継いで、1887年ごろに桜井女学校、東京帝国大学病院、慈恵会医科大学病院、日本赤十字社に看護婦養成所が設立されたが、実際に看護に携わる者の多くはこうした教育機関で教育・訓練されるのではなく、看護の実務の場で徒弟的に育てられるにとどまっていた。日本で看護基礎教育が抜本的に改革されたのは、第二次世界大戦後のことで、これは米国の看護界影響を大きく受けつつ行われたものであり、主体的に看護活動を担うことのできる看護婦を養成することを目指すようになった。

### 雇用機会均等化
1948年（昭和23年）公布の「保健婦助産婦看護婦法」においては、女子について「看護婦」として規定するとともに、男子である看護人については看護婦に関する規定を準用するとされていた（大正4年施行の看護婦規則でも、この点に関しては同様）。昭和43年法律第84号による改正で男子である看護人について「看護士」または「准看護士」と称することが規定された。
1989年の「保健婦助産婦看護婦学校養成所指定規則」の改正までは、看護士（現在で言う男性の看護師）に対しては精神科での勤務を想定した教育カリキュラムが組まれていたが、改正後は男女とも同一の教育カリキュラムとなっている。
2002年3月からは、法律の題名が「保健師助産師看護師法」と改正されるとともに、男女関わりなく「看護師」または「准看護師」として規定されるように改正された。
2002年3月の上記名称変更に伴い、医療施設にて「看護婦長（婦長と略称）」、「看護士長」などと称されていた職位は、「看護師長（師長と略称）」 と称されるようになった。また、これらの名称変更とほぼ同時期にナースキャップも姿を消した。

### 保健師助産師の看護師国家試験合格要件
保助看法第31条第2項により保健師および助産師は（たとえ看護師免許を有しない場合でも）看護師業務を行うことができるとされている。これにより、看護大学の卒業生や保健師または助産師統合カリキュラムを学んだ者が、看護師国家試験に不合格であったにもかかわらず、保健師国家試験や助産師国家試験に合格し、看護師業務を実施可能なことは、医療安全上、患者に対する正しい情報提供の面でも問題視された。これを受けて2006年6月の第164回国会（通常国会）において保健師助産師看護師法が改正され、法律が施行される2007年4月以降に、新たに保健師・助産師の各国家試験の免許を取得する者については、看護師国家試験合格が免許付与の要件となった（保助看法第7条）。

### 被行政処分者の再教育
2006年の保健師助産師看護師法改正により、戒告、3年以上の業務停止、免許の取り消しの処分を受けた者、再免許を受けようとする者は、保健師等再教育研修受講が義務付けられた。

## 日本における看護師数
|          | 2010年  | 2012年    | 2014年    | 2016年    | 2018年    | 2020年    | 2022年    |
| -------- | ------- | --------- | --------- | --------- | --------- | --------- | --------- |
| 看護師   | 952,723 | 1,015,744 | 1,086,779 | 1,149,397 | 1,218,606 | 1,280,911 | 1,311,687 |
| 男性     | 53,748  | 63,321    | 73,968    | 84,193    | 95,155    | 104,365   | 112,164   |
| 女性     | 898,975 | 952,423   | 1,012,811 | 1,065,204 | 1,123,451 | 1,176,546 | 1,199,523 |
| 准看護師 | 368,148 | 357,777   | 340,153   | 323,111   | 304,479   | 284,589   | 254,329   |
| 男性     | 23,196  | 23,148    | 22,877    | 22,140    | 21,777    | 20,726    | 18,808    |
| 女性     | 344,952 | 334,629   | 317,276   | 300,971   | 282,702   | 263,863   | 235,521   |

日本国内で2020年（令和2年）末に就業している看護師数は約128万1千人で、2018年（平成30年）比で約6万2千人(5.1%)増加した。准看護師数は約28万5千人で、2018年比で約2万人(6.5%)減少した。また男性の占める割合は看護師で8.1%、准看護師で7.3%と増加傾向にある。こうした男性看護師の増加を背景に、2014年4月1日に一般社団法人として日本男性看護師会が発足した。
令和5年（2023年）12月21日に発表された「令和４年衛生行政報告例（就業医療関係者）の概況」によると、2022年（令和4年）末に就業している看護師数は約131万2千人で、2020年（令和2年）比で約3万1千人(2.4%)増加した。准看護師数は約25万4千人で、2020年比で約3万人(10.6%)減少した。また男性の占める割合は看護師で8.6%、准看護師で7.4%と2020年比で微増している。
男性の看護師は、かつては精神科や救急救命センター等体力が求められる部門への配属が多い傾向にあったが、現在では救急、手術室、集中治療室（ICU）を中心に産婦人科以外の各部門にまんべんなく配属されるケースが増えている。病院によっては男性の看護師を積極的に採用し、20%を超えるところもある。増加の理由として、男性看護師を取り上げたテレビドラマ（『ザ・トラベルナース』『ナースマン』など）の影響が挙げられている。2025年6月24日に、日本看護協会の会長に初めて男性（名古屋大学医学部附属病院教授の秋山智弥。1992年に看護師として勤務を開始。）が就任した。
2016年現在でのOECD各国との比較では、日本では人口1000人あたり11.34人の看護職（准看護師を含む）が就業しており、2014年のデータの平均の10.96人をやや上回り、この年のデータがある28か国中7位となっている（ただし、国により若干、数値に含まれる職種の範囲が異なる可能性がある。）

## 労働時間と所得
平成29年厚生労働省「賃金構造基本統計調査」による統計データによると、2017年の看護師の平均年収は478万円。平均月収33万円に対してボーナスが80万円と、一般企業に比べて高い年収になっている。また男性の平均年収が489万円、女性の平均年収が477万円と男性の方が年収がやや高い。
なお超過勤務は月平均で23.4時間であり、月50時間を超えるのは7.7%であった。1965年の人事院行政措置要求に対する判定、通称2－8（ニッパチ）判定においては「夜勤は月に8回以内とし、二人以上体制」との通達がなされたが、現状では月に平均8.5回の夜勤となっている。

## 世界からの看護師受け入れ
日本とフィリピンとの自由貿易協定（FTA）・経済連携協定（EPA）の調印は、2006年（平成18年）9月9日に行われたが、フィリピン側の批准が遅れ、2008年（平成20年）12月11日に発効した。これによりフィリピン共和国の国家資格を有する看護師を、フィリピンでの就労・研修の後に、看護師・介護福祉士の国家試験により免許取得を目指すため、日本の病院・介護施設へ受け入れることとなった。
フィリピン国籍の看護師を受け入れるに当り、日本語教育や日本語能力試験を受けている、日本語がある程度出来るよう、日本の社会事情に精通する事を条件にし、また厚生労働省は受け入れ条件の1つとして、人数の上限を設けている。2009年（平成21年）は看護師候補者88人が来日しており、2010年（平成22年）は看護師307人、介護383人を上限として受け入れている。
| 年     | インドネシア | フィリピン | ベトナム |
| ------ | ------------ | ---------- | -------- |
| 2009年 | 0            | 0          | 0        |
| 2010年 | 2            | 1          | 0        |
| 2011年 | 15           | 1          | 0        |
| 2012年 | 33           | 13         | 0        |
| 2013年 | 20           | 10         | 0        |
| 2014年 | 12           | 16         | 0        |
| 2015年 | 7            | 13         | 1        |
| 2016年 | 8            | 19         | 14       |
| 2017年 | 17           | 28         | 15       |
| 2018年 | 16           | 23         | 18       |

日本とインドネシアとの経済連携協定（EPA）の調印が、2007年（平成19年）8月20日に行われ、日本の国家資格の取得のための必要な知識及び技術の習得を目的とした、インドネシアでの看護師国家資格を有する看護師候補者の受け入れ、資格取得後の就労が可能となった。2008年（平成20年）4月17日の衆議院本会議で可決。EPAを活用して、外国人労働力を受け入れる初めての事例となる。人数枠は平成20年（2008年）度から2年間で合計1,000人（看護師候補者400人、介護福祉士候補者600人）と設定され、平成20年（2008年）度は、看護104名、介護104名が来日し、平成21年（2009年）度は看護173名、介護188名が来日している。
来日したインドネシア国籍、フィリピン国籍、ベトナム国籍における看護師候補者の国家試験の合格状況は、右表のとおりである。
なお、FTAやEPAが調印される以前の1990年代より、一部の病院が将来的な人手不足を見越して、ベトナムのハノイ市に、日本の看護師の免許を取得するための看護師養成学校を設立し、日本語教育を施したベトナムやタイ、フィリピン、インドネシア国籍の看護師が勤務している実例があるが、極めて特異な事例である。

## 日本の看護師免許を持つ著名人
- 小林光恵（作家）
- 南野知惠子（元参議院議員、第75・76代法務大臣）
- はすみとしこ　(漫画家)
- 石本茂（元参議院議員、第16代環境庁長官）
- 清水嘉与子（元参議院議員、第37・38代環境庁長官）
- 髙階恵美子（参議院議員）
- 倉林明子（参議院議員）
- 石田昌宏（参議院議員）
- 石井苗子（参議院議員、女優、キャスター）
- 阿部俊子（衆議院議員）
- 木村弥生（元衆議院議員）
- 金子みつ（元衆議院議員）
- 山崎摩耶（元衆議院議員）
- 田中たつ（元衆議院議員）
- 山本舞衣子（元日本テレビアナウンサーで、現在はフリーアナウンサー）
- 蛯原英里（チャイルド・ボディ・セラピスト）
- 青木美沙子（ファッションモデル）
- 林原めぐみ（歌手、声優）
- 山口千景（歌手、ラジオDJ）
- 沖田×華（漫画家）
- 瀬川あやか（歌手）
- オカリナ（お笑い芸人）
- 森口尚史（医科学研究者）
- 藤堂はな（地下アイドル、タレント）
- 桃月なしこ（准看護師、コスプレイヤー、グラビアモデル）
- 服部ひで子（吉本新喜劇座員）
- 坂本梨紗（フリーアナウンサー）
- 本郷愛（セクシー女優）